# Toporkovyj
Toporkovyj (in russo Топорковый; Барай sulla mappa russa del 1745; in giapponese Banzio-iva) è una piccola isola russa che fa parte dell'arcipelago delle isole Curili centrali ed è situata nell'oceano Pacifico, adiacente all'isola di Matua. Amministrativamente fa parte del Severo-Kuril'skij rajon dell'oblast' di Sachalin, nel Circondario federale dell'Estremo Oriente.
Nidifica lungo le sue rive la fratercula dai ciuffi (Топорок in russo), da cui deriva il moderno nome. Un'altra piccola isola dal nome simile è l'isola di Toporkov nel gruppo delle isole del Commodoro.

## Geografia
Toporkovyj ha un'area di 1 km². Si trova adiacente a est di Matua, divisa dallo stretto Dvojnoj (залив Двойной) che è largo 1,3-1,8 km.